# Sebourg
Sebourg település Franciaországban, Nord megyében. Lakosainak száma 1972 fő (2022. január 1.). Sebourg Rombies-et-Marchipont, Curgies, Estreux, Eth, Jenlain, Wargnies-le-Grand és Honnelles községekkel határos.

## Népesség
A település népessége az elmúlt években az alábbi módon változott:
| Lakosok száma | 1958 | 1963 | 1998 | 1969 | 1975 | 1974 | 1989 | 1977 | 1972 |
|               | 2013 | 2015 | 2016 | 2017 | 2018 | 2019 | 2020 | 2021 | 2022 |